# Chiesa dei Santi Pietro e Paolo (Brinzio)
La chiesa dei Santi Pietro e Paolo è un edificio religioso cattolico situato nel comune italiano di Brinzio, in provincia di Varese e diocesi di Como.

## La chiesa

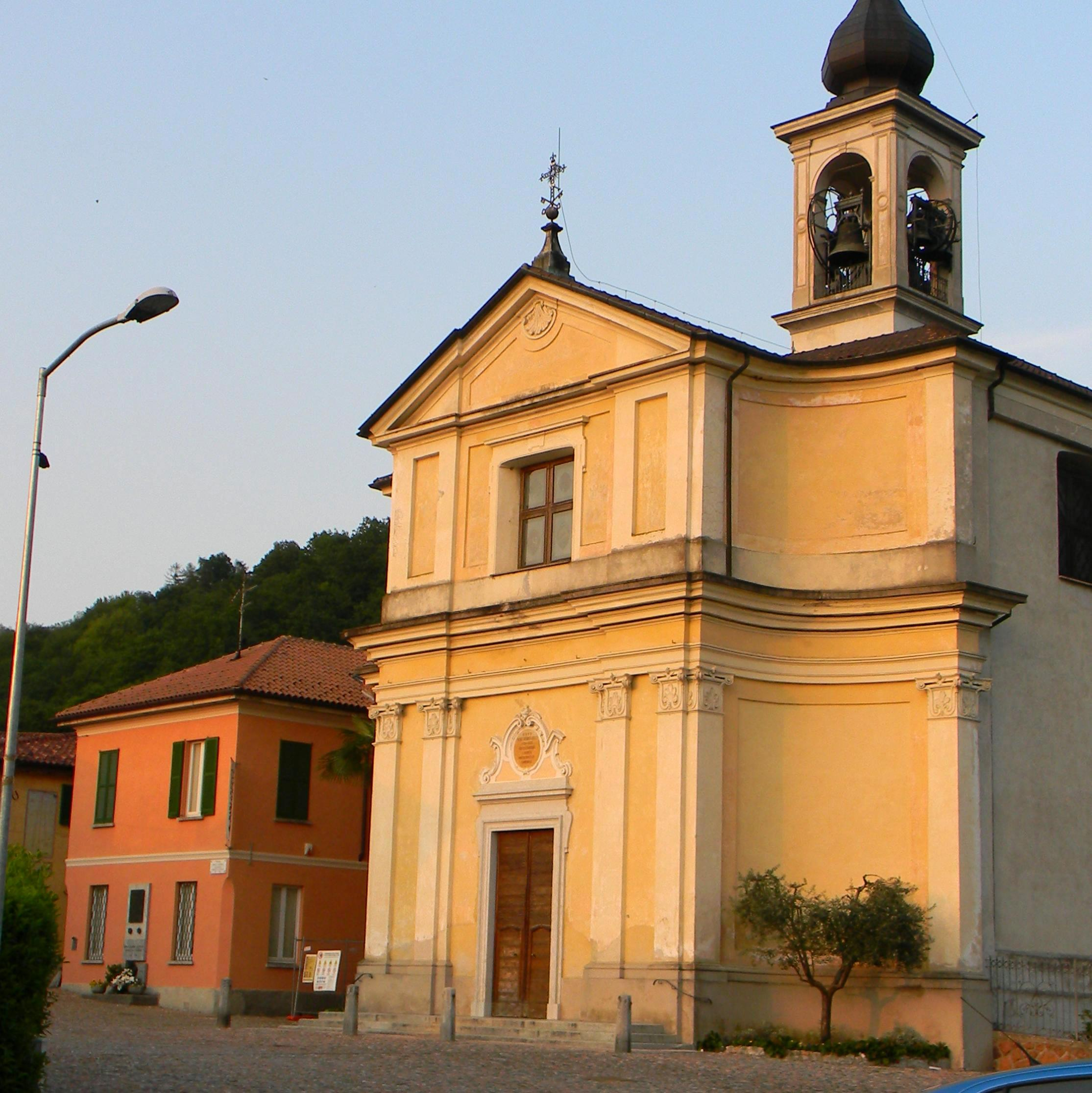
La chiesa nel 2011.

Le prime testimonianze dell'esistenza di una chiesa a Brinzio, dedicata pare solo a San Pietro, risalgono al 1197. Essa si trovava più o meno nella stessa posizione dell'attuale, ma rispetto a questa era spostata un po' più a nord, in corrispondenza dell'odierna Grotta di Lourdes. Aveva una sola navata, tre altari posti uno a fianco all'altro, un piccolo campanile ed era circondata esternamente da un cimitero (con altre tombe al suo interno). Contigui alla chiesa vi erano degli edifici (le cosiddette case colorate) che tra XV e XVI secolo ospitarono una comunità monastica, per poi finire chiusi e abbandonati dopo che essa si sciolse.
Più volte i vescovi, nelle loro visite pastorali successive al 1540, consigliarono di trasformare siffatti edifici nella sacrestia e/o nella canonica: entrambe erano infatti assenti, anche in virtù del fatto che fino al XVI secolo Brinzio non fu insignito della dignità pievana, non potendo la comunità mantenere un sacerdote residente. Per poter costruire una vera casa prevostale si dovettero bensì attendere i primi anni 1930.
Lo stato della primitiva chiesa era assai fatiscente, come annotato dal vescovo di Como monsignor Feliciano Ninguarda nel resoconto della visita pastorale da lui condotta nel 1592:
Ribadisce nel 1643 il vescovo monsignor Lazzaro Carafino:
La situazione rimane tale sino al finire del Settecento, quando il viceparroco don Modesto Pozzi, uomo energico ed intraprendente, riesce a racimolare le risorse necessarie per avviare i lavori di edificazione di un nuovo tempio.
Pertanto nel febbraio 1769 la comunità di Brinzio segnala alle competenti autorità che la chiesa ha urgente bisogno di restauri, specie al soffitto. Il 29 settembre dello stesso anno, previa presentazione delle spese da sostenere (2.400 lire) e di una perizia, firmata Jo Pietro Piccinelli, che chiede di poter effettuare una riattazione (si noti bene) della chiesa, arriva l'autorizzazione. Pertanto, a partire dal 1769, si provvede a ricostruire il tetto, allargare la chiesa e innalzarne i muri; di fatto quella che avviene è una riedificazione, ma si era preferito non utilizzare tale termine al fine di evitare attese burocratiche ed abbattere i costi collegati.
Il progetto, definito dalle fonti in stile barocco "non troppo carico" (ossia privo di particolare sfarzo), viene affidato al capomastro Francesco Perischetti di Ghirla, e costa in totale 2.800 lire, ricavate dalla vendita di terreni del patrimonio ecclesiale. Tutta la comunità brinziese partecipa attivamente all'edificazione della chiesa, che risulta ultimata nel 1774. Non mancano i problemi (l'ingresso deve essere arretrato in corso d'opera di circa 8 metri per non rimpicciolire troppo la piazza), ma già il 20 giugno 1779 si celebra la consacrazione ufficiale, officiata dal vescovo di Como mons. Giambattista Muggiasca; l'anniversario si celebra la terza domenica di giugno di ogni anno.
Nel 1787 si provvede a ricostruire il tetto, che a quanto pare era già stato edificato erroneamente nel 1774 e non garantiva un'adeguata impermeabilità; nel 1804 all'interno del tempio viene installata una Via Crucis (poi sostituita nel 1870 e ancora nel 1920). Il 3 novembre 1813, previa autorizzazione del governo della Repubblica Cisalpina, vengono appese nella chiesa, ai lati dell'altare, due tele di grandi dimensioni appartenenti all'Accademia di belle arti di Brera: sulla sinistra una Madonna in gloria coi santi Pietro, Paolo, Prosdocimo e Giustina di Filippo Bellini (pittore della scuola di Federico Barocci, detto Fiori, al quale talora il quadro viene impropriamente attribuito), sulla destra una Natività della Vergine di Camillo Procaccini. Nello stesso periodo si installa sulla parete sinistra della navata un pulpito ligneo intarsiato, opera dell'intagliatore Gioberti di Varese.
Nel 1805 nella chiesa viene installato un primo organo a canne, a opera di un fabbricante sconosciuto.
Entro gli anni 1820 si dismette il cimitero nelle pertinenze del tempio: nel 1822 le sepolture vennero trasferite su un terreno distante circa una ventina di metri dall'abside, poi nel 1824 anche questo sito viene chiuso e nei decenni successivi il cimitero è definitivamente allontanato dalla chiesa.
Nel 1825 l'organo viene rimaneggiato dall'organaro Giovanni Virginio De Cartis, errabondo artigiano di Maccagno (del quale nessun lavoro è sopravvissuto), che nel primo sessantennio del XIX secolo si occupò di diversi strumenti nell’alto Varesotto, dimostrando in molti casi una certa imperizia. Infatti pochi mesi dopo il viceparroco don Luigi Giacometti, giudicando lo strumento particolarmente malridotto, chiama un altro organaro, Gaspare Chiesa, per smontarlo; la decisione però scontenta i parrocchiani, i quali pretendono l'immediato ripristino dell'organo, che nel 1856 è nuovamente oggetto di un intervento del De Cartis, anche in questo caso con modesti esiti.

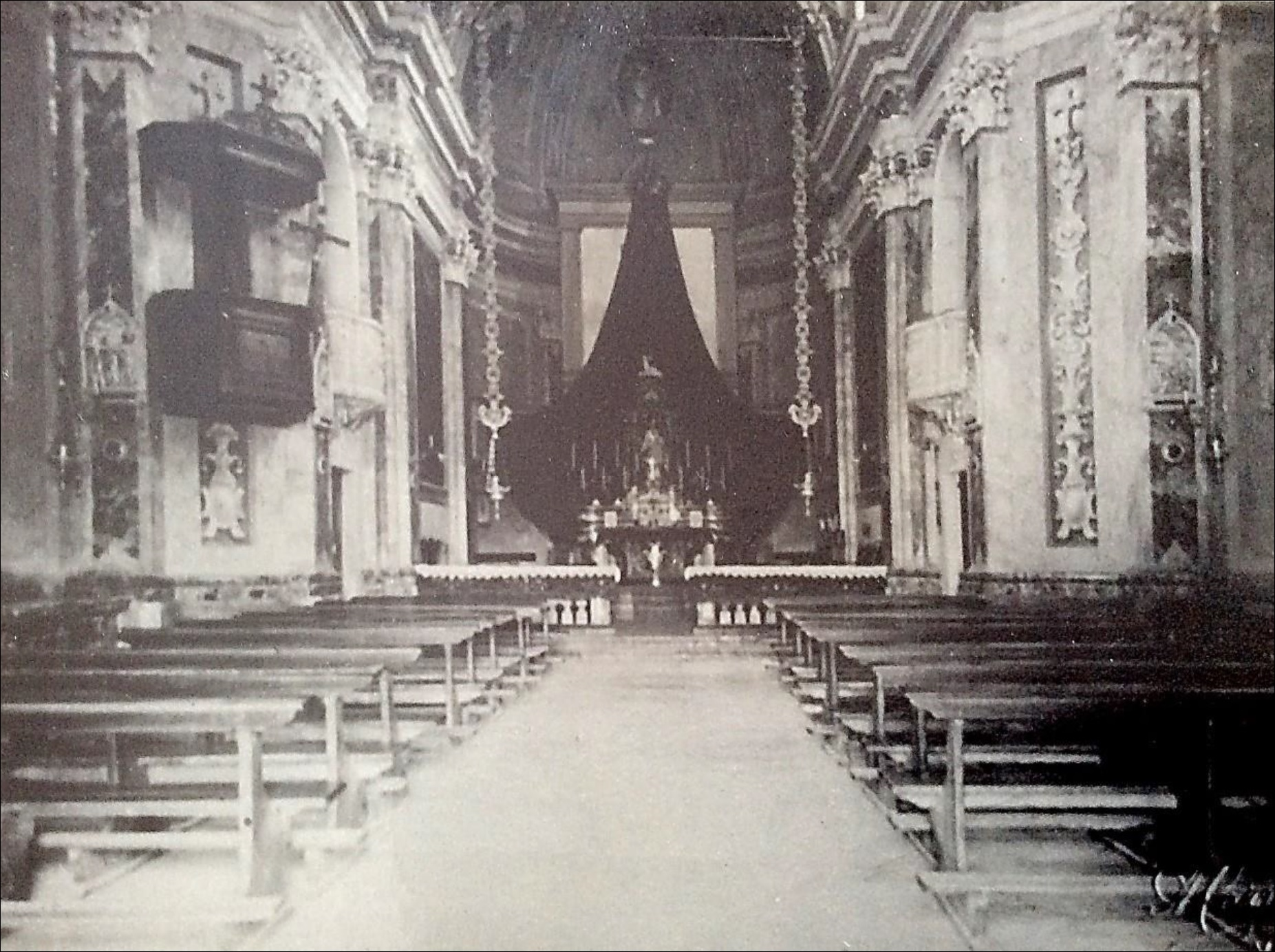
Interno della chiesa prima del 1947: dietro l'altare è ben visibile la cantoria con l'alloggiamento dell'organo

Tra il 1876 e il 1879 la bottega di Eugenio Maroni Biroldi viene quindi incaricata di costruire e installare un nuovo strumento, eliminando completamente le vestigia del precedente. Il nuovo organo è inizialmente inserito in una voluminosa cantoria lignea costruita nell'abside, che lo rialza rispetto al pavimento della chiesa: l'accesso avviene mediante un ballatoio sopraelevato, sviluppato lungo le mura presbiteriali. Nel 1947, al fine di permettere la realizzazione di un nuovo ciclo di affreschi nella zona del coro, tale struttura viene smantellata e l'organo ricollocato in una nicchia a piano chiesa, ricavata sfondando la parte centrale dell'abside; tale vano successivamente viene in parte chiuso con l'apposizione di una tavola pittorica, in origine posta sopra l'entrata principale, poi rimossa nel 2021. Nell'occasione l'organo subisce il rifacimento dei condotti del vento, lo spostamento dei mantici, il rifacimento della consolle, l'inserimento della trasmissione pneumatica per il comando dei registri e la modifica della disposizione delle canne di facciata: nel complesso, viene parecchio allontanato da quelle che erano le sue caratteristiche originarie.
L'assenza di manutenzione e la pratica di interventi riparativi inadeguati (diverse componenti guaste furono rimosse anziché essere sanate, oppure vennero sostituite con materiali impropri) ha cooperato col tempo a limitare ulteriormente le potenzialità dello strumento.
Nel 1903 viene riedificato ed innalzato il campanile, ereditato dalla precedente chiesa. Nel 1920, a scioglimento di un voto fatto dalla popolazione, il pittore Annibale Ticinese dipinge un ampio ciclo di affreschi all'interno del tempio. Lo stesso Ticinese ritornerà nel 1947 per affrescare la zona absidale. Contestualmente viene effettuato un restauro ed abbellimento generale di tutto l'edificio. Nel 1944 vengono installati confessionale e battistero, mentre nel 1947-1948 viene elettrificato l'impianto di illuminazione, ripavimentato l'altare con un nuovo disegno a mosaico e riparati i banchi della zona presbiteriale/corale. Nei primi anni 1990 si rinnova l'impianto di riscaldamento, sostituendo i radiatori elettrici in uso fino a quel momento con un diffusore unico, posto al di sopra del portale; le nuove tubature di alimentazione dell'impianto vengono poste sulla parete ovest e coperte con una struttura in legno, dipinta a somiglianza dei colori dei muri della chiesa.
Sul finire del 2016 si avvia una nuova campagna di restauro conservativo dell'esterno dell'intero complesso, comprendente il totale rifacimento del tetto della chiesa e un'opera di consolidamento e ridipintura dei muri esterni; l'intervento si conclude nel giugno 2017.
Nel 2020 è stato avviato l'iter per il restauro filologico dell'organo, affidato alla casa organara Mascioni di Azzio: il 16 maggio 2022 lo strumento è stato smontato e trasferito allo stabilimento per l'esecuzione dei lavori finalizzati a riavvicinarlo alle caratteristiche originarie, compatibilmente con le condizioni ambientali contemporanee; i lavori si sono conclusi nella seconda metà del 2023.

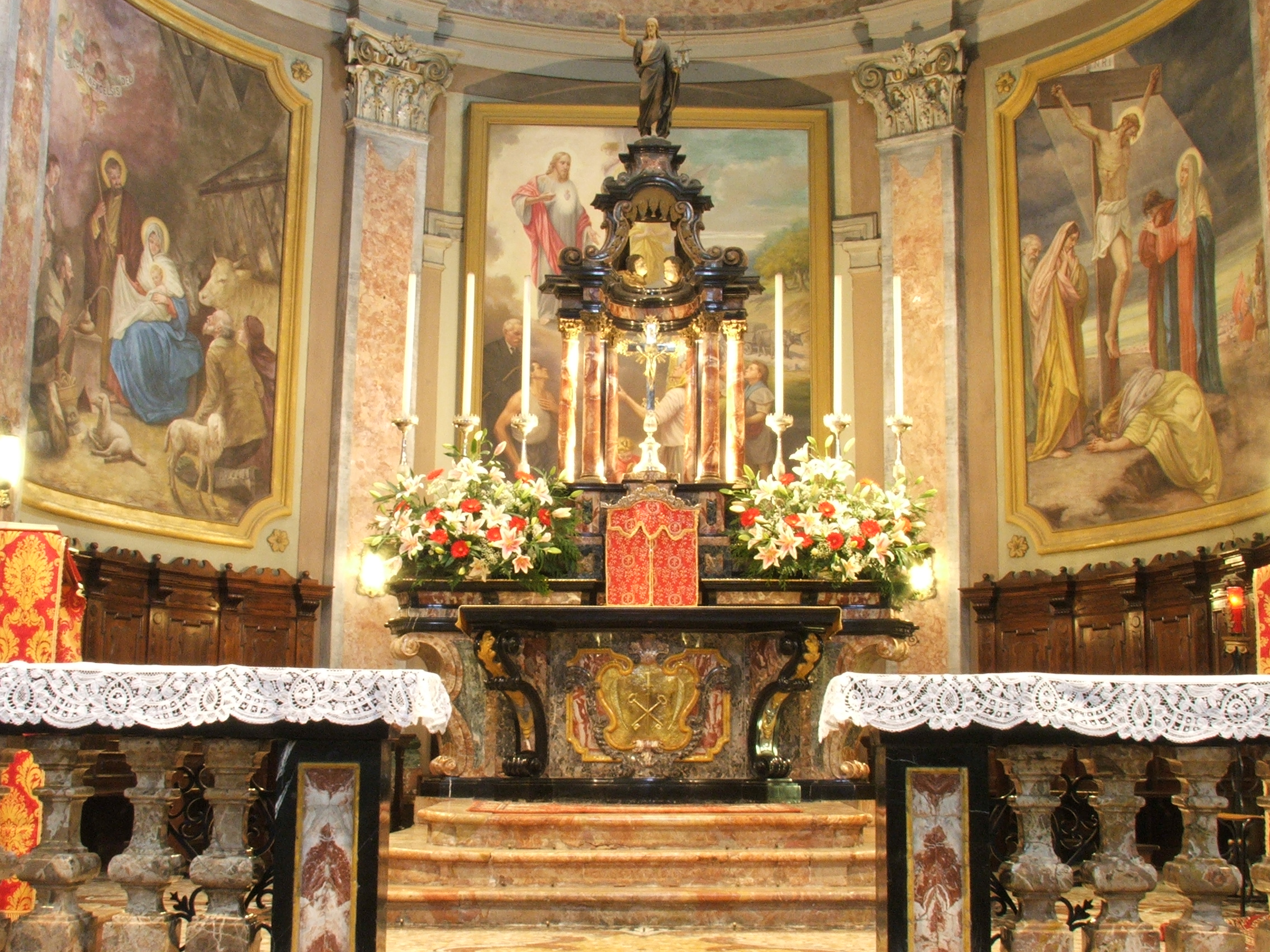
Altare della chiesa dei Santi Pietro e Paolo.
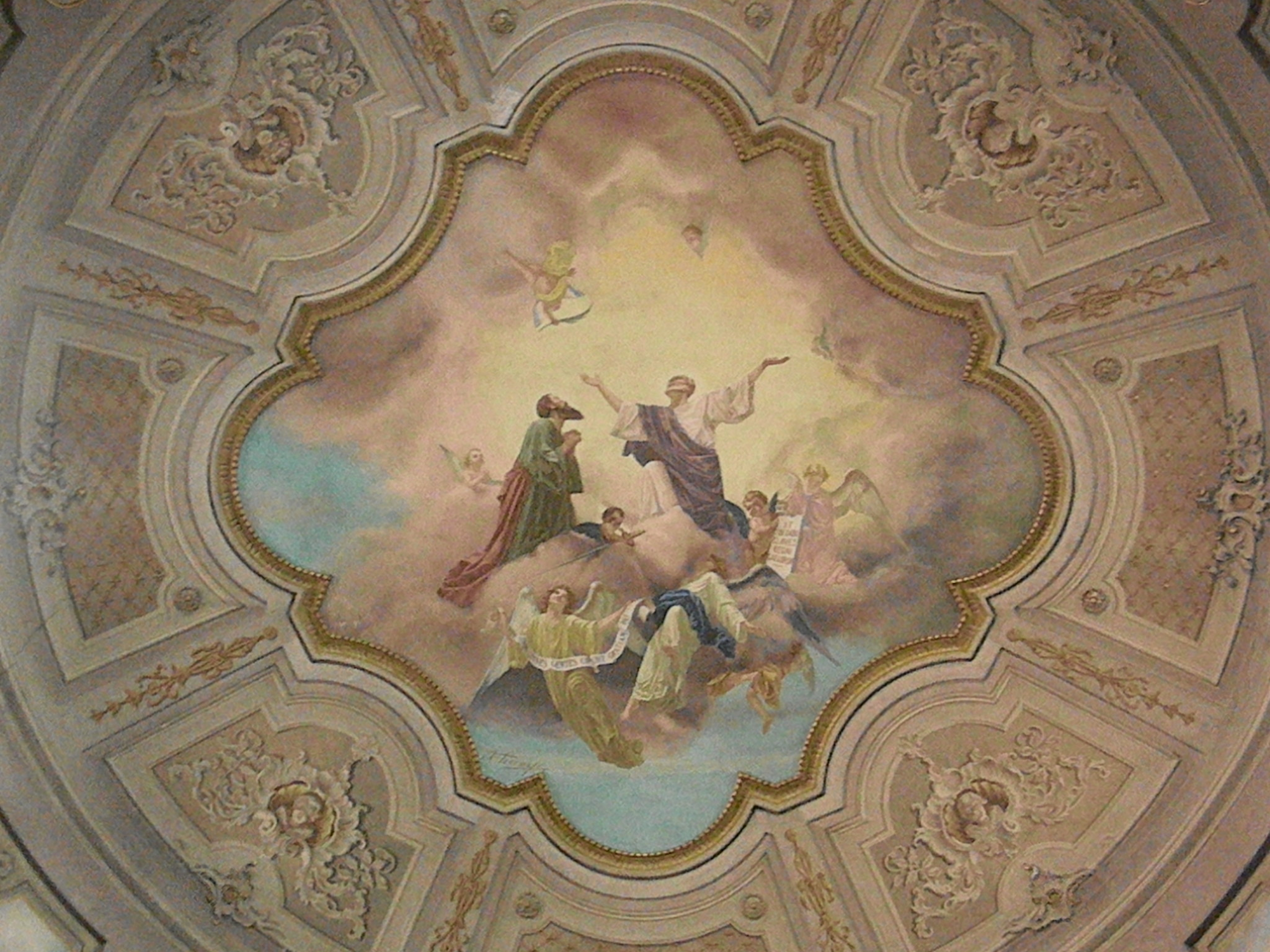
La cupola della chiesa, con l'affresco di San Pietro e San Paolo in Gloria di Annibale Ticinese.
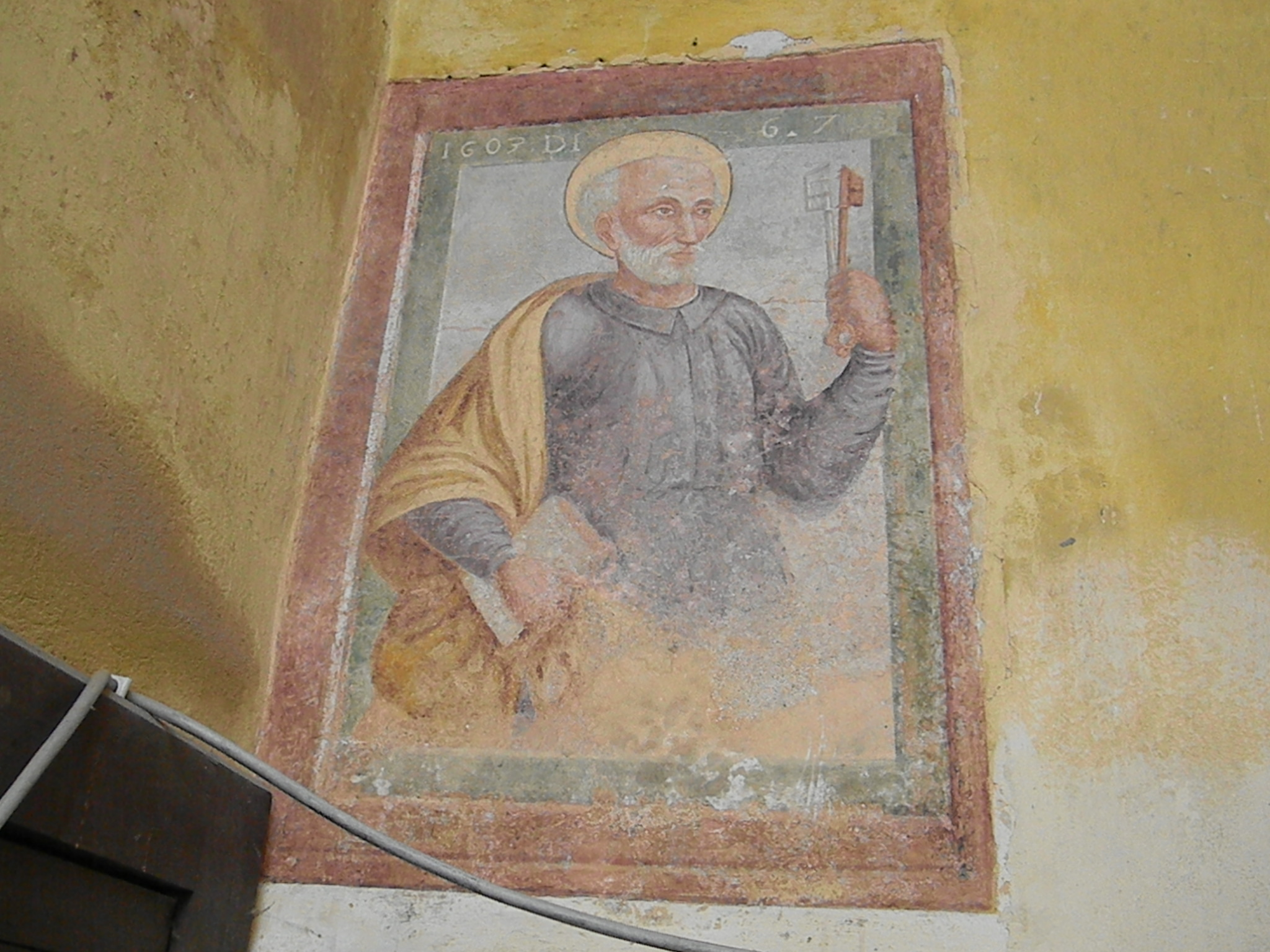
Affresco pre-seicentesco raffigurante San Pietro, uno degli ultimi resti dell'antica chiesa.
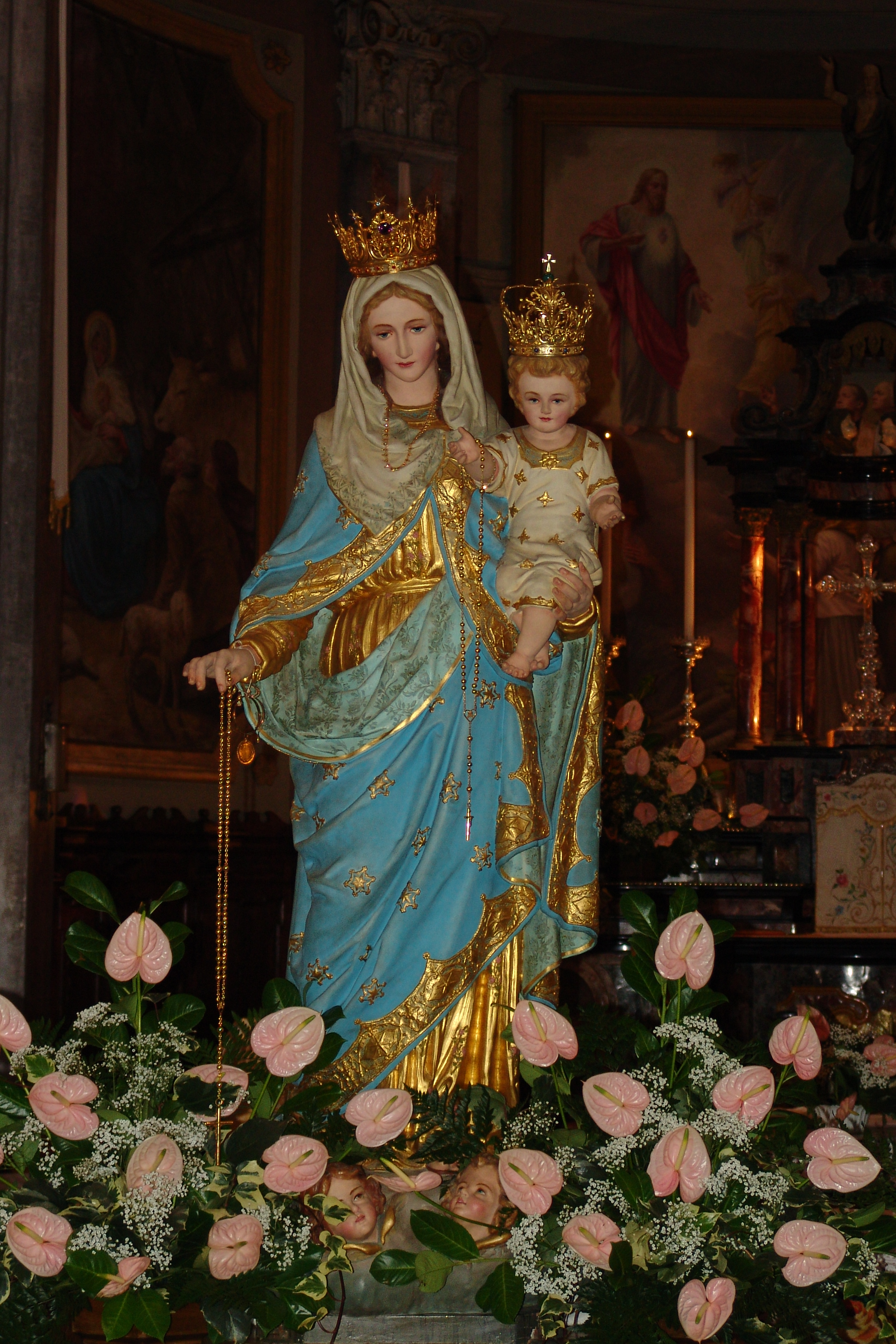
Statua della Beata Vergine del Rosario conservata nella chiesa.
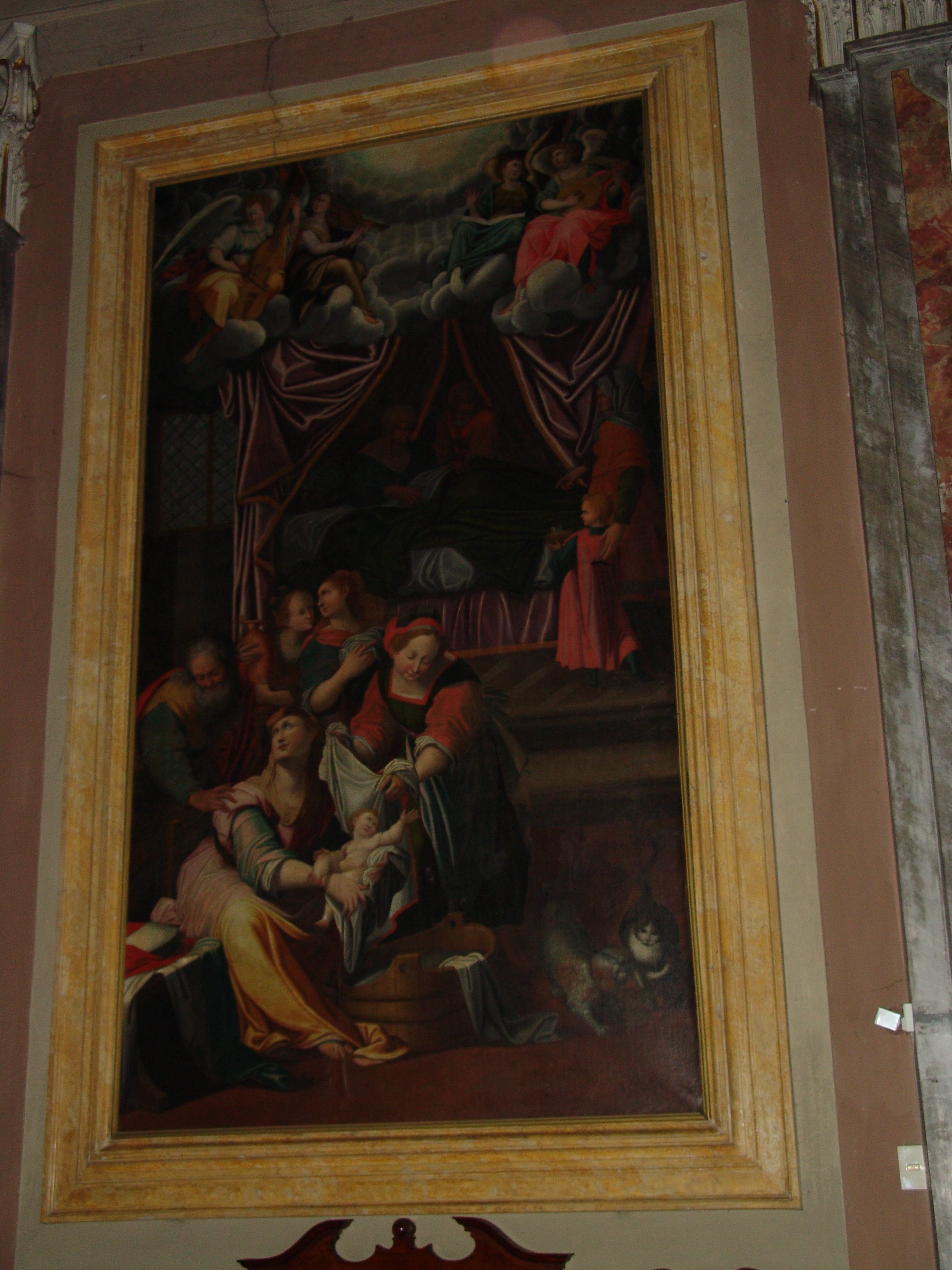
Camillo Procaccini, Natività della Beata Vergine Maria
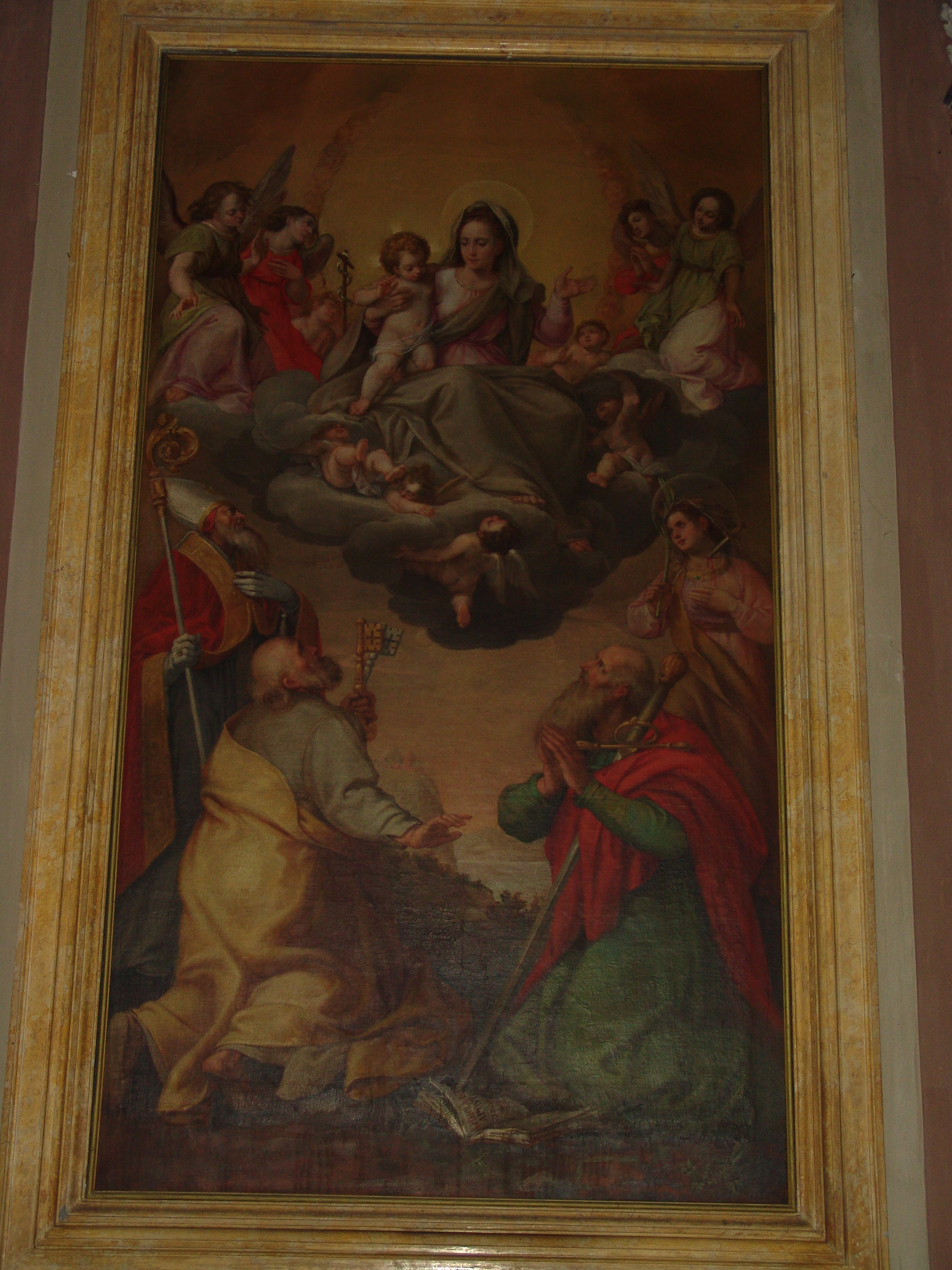
Filippo Bellini (scuola del "Fiori"), Madonna in gloria coi santi Pietro, Paolo, Prosdocimo e Giustina

### Struttura
La chiesa presenta una pianta a croce latina rovesciata (il presbiterio è più lungo del braccio che dà sul sagrato, per la già citata esigenza di non rimpicciolire troppo la piazza esterna), la singola navata, con due cappelle simmetriche che vanno a costituire il transetto (sul lato nord vi è quella dedicata alla Madonna del Rosario, a sud quella di Sant'Antonio da Padova). Dispone di tre altari (il maggiore e quelli delle due cappelle transettali) realizzati in marmi policromi, separati dalla navata con balaustre egualmente marmoree chiuse da cancelletti centrali in ferro battuto. L'altare maggiore è stato realizzato appositamente per questa chiesa, gli altri due, al fine di risparmiare, vennero acquistati da due chiese sconsacrate nel milanese. Il pavimento è in pietra bianca e nera a motivi geometrici trapezoidali.

#### Dettaglio decorazione interno

##### Pareti
Di seguito la pianta di massima della chiesa, con evidenziata la dislocazione delle opere d'arte e degli arredi che ne ornano le pareti:
- A: Portale.
- B: Altare maggiore.
- C: Altare della Beata Vergine Maria del Rosario (ornato con relativa statua).
- D: Altare di Sant'Antonio da Padova (ornato con relativa statua).
- P: Pulpito ligneo intarsiato, opera della bottega Gioberti di Varese (anni 1810).
- 1: Federico Gariboldi, San Paolo di Tarso, olio su tela.
- 2: Federico Gariboldi, San Pietro apostolo, olio su tela.
- 3: Confessionale ligneo (1944), sovrastato dall'affresco a olio Cristo buon pastore, di Annibale Ticinese (1918-1920).
- 4: Fonte battesimale ligneo (1944), sovrastato dall'affresco a olio Battesimo di Cristo, di Annibale Ticinese (1918-1920).
- 5: Annibale Ticinese, Sant'Anna insegna a leggere a Maria, affresco ad olio, 1918-1920.
- 6: Annibale Ticinese, Sant'Agnese, affresco ad olio, 1918-1920.
- 7: Annibale Ticinese, San Luigi Gonzaga, affresco ad olio, 1918-1920.
- 8: Annibale Ticinese, San Francesco col bambin Gesù, affresco ad olio, 1918-1920.
- 9: La porta d'accesso alla Grotta di Lourdes è sovrastata dalla statua lignea di San Paolo di Tarso, opera di Luigi Pogliani di Brenta (2009).
- 10: La porta d'accesso alla sacrestia è sovrastata dalla statua lignea di San Pietro, opera della bottega di Giuseppe Stuflesser di Ortisei (1947).
- 11: Filippo Bellini, Madonna in gloria coi santi Pietro, Paolo, Prosdocimo e Giustina,[12] olio su tela, proveniente dalla chiesa di San Domenico a Cagli e qui pervenuto dopo le spolizioni napoleoniche.[13]
- 12: Camillo Procaccini, Natività della Vergine, olio su tela
- 13: Annibale Ticinese, Natività, affresco ad olio, 1947.
- 14: Fino al 2020 il vano dell'organo era chiuso dall'opera di Annibale Ticinese, La popolazione di Brinzio si consacra a Dio, olio su tavola, 1947. A seguito dell'avvio dei lavori di restauro dello strumento, l'opera è stata traslata nella grotta di Lourdes[14].
- 15: Annibale Ticinese, Crocifissione, affresco ad olio, 1947.
- Frecce rosse: Porte laterali.

##### Soffitto
Schema dell'apparato decorativo del soffitto:
- 1: Annibale Ticinese, Allegoria del sacerdozio, affresco, 1918-1920
- 2: Annibale Ticinese, Allegoria dell'eucaristia, affresco, 1918-1920
- 3: Annibale Ticinese, San Matteo Evangelista, affresco, 1918-1920
- 4: Annibale Ticinese, San Giovanni Evangelista, affresco, 1918-1920
- 5: Annibale Ticinese, Santi Pietro e Paolo in Gloria, affresco, 1918-1920
- 6: Annibale Ticinese, San Luca Evangelista, affresco, 1918-1920
- 7: Annibale Ticinese, San Marco Evangelista, affresco, 1918-1920
- 8: Annibale Ticinese, Santa Teresa d'Avila, affresco, 1918-1920
- 9: Annibale Ticinese, Santa Margherita Maria Alacoque[15] affresco, 1918-1920
- 10: Annibale Ticinese, San Carlo Borromeo, affresco, 1918-1920
- 11: Annibale Ticinese, San Francesco d'Assisi, affresco, 1918-1920
- 12: Annibale Ticinese, L'Agnello di Dio, affresco, 1918-1920
- 13: Annibale Ticinese, Il Calice dell'Ultima Cena, affresco, 1918-1920
- 14: Annibale Ticinese, Adorazione del Santissimo Sacramento, affresco, 1918-1920
- 15: Annibale Ticinese, La Carità, affresco, 1918-1920
- 16: Annibale Ticinese, La Fede, affresco, 1918-1920
- 17: Annibale Ticinese, La Speranza, affresco, 1918-1920

Sia sulle pareti che sul soffitto, gli spazi non occupati da opere sono dipinti in tinta unita e/o decorati con falsi stucchi e modanature a trompe-l'œil.

#### L’organo
A seguito del restauro ultimato nel 2023, l’organo a canne Eugenio Maroni Biroldi del 1876 ha le seguenti caratteristiche:
- Estensione dell'unica tastiera: 58 note, Do1-La5.
- Estensione della pedaliera: 19 pedali - 18 note, Do1-Fa2 - Terza mano.
- Spezzatura dei registri: b/s Do♯25 - Re26.
- 1ª Ottava cromatica.
- Combinazione libera alla lombarda.
- Tira Ripieno.
- Disposizione fonica fila a sinistra
  - Tromba 8' soprani
  - Fagotto 8' bassi
  - Corno inglese 16' soprani
  - Principale Cornetto 8' soprani
  - Flutta 8' soprani
  - Flauto in VIII bassi
  - Flauto in VIII soprani
  - Viola 16' soprani
  - Violone 8' bassi
  - Violino 8' soprani
  - Viola 4' bassi
  - Violetta 4 soprani
  - Voce umana soprani
  - Terza mano
- Disposizione fonica fila a destra
  - Principale 16' bassi
  - Principale 16' soprani
  - Principale 8' bassi
  - Principale 8' soprani
  - Ottava bassi
  - Ottava soprani
  - Duodecima bassi
  - Duodecima soprani
  - Decimaquinta
  - Decimanona
  - Vigesimaseconda
  - Vigesimasesta e Vigesimanona
  - Contrabbassi e Ottave
  - Timballi

### Il campanile
L'esistenza di un campanile a Brinzio è attestata già nel 1197; la primitiva struttura doveva essere molto bassa e semplice, con una o al massimo due campane..

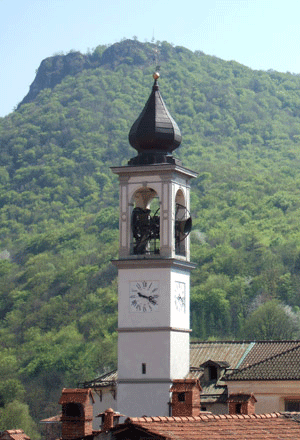
Il campanile nel 2007.

Nel 1600 fu eretta una prima "vera" torre campanaria, alta meno di 20 m, su cui furono collocate tre campane. Questa era la situazione ai primi del XX secolo, quando la fabbriceria della chiesa decise di costruirne una nuova, che avesse foggia più ricercata, elevazione maggiore e un nuovo concerto di cinque campane.

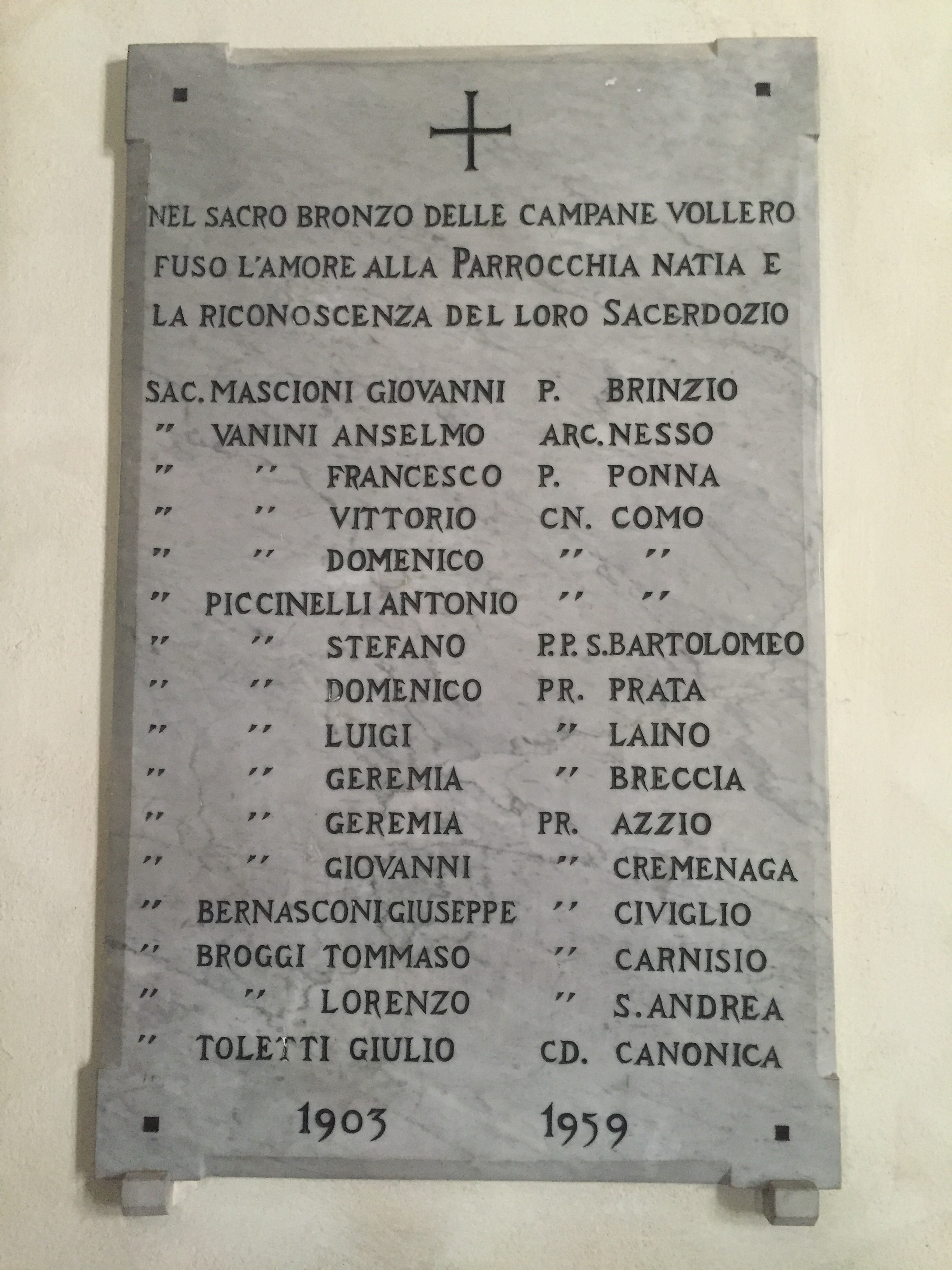
Lapide all'interno della chiesa con la lista dei sacerdoti che nel 1903 contribuirono all'acquisto delle nuove campane.

I lavori di edificazione furono affidati al capomastro Francesco Pellini di Marchirolo, che abbatté la vecchia torre, ma ne mantenne le fondamenta, giudicate abbastanza solide da permettere un maggior sviluppo in altezza. Ultimata nel 1903, la torre risultò alta 36 m e sormontata da una cupola in rame a forma di cipolla (una foggia allora del tutto particolare per l'architettura religiosa nell'alto Varesotto, che suscitò perplessità e ironie, venendo paragonata alle fattezze delle chiese russe).
Tale cupola, nel 1959, venne rifatta e modificata leggermente nella forma; sul pinnacolo, alla base della croce, fu posto un globo dorato. Nel 1967 si attuò un primo intervento di restauro della torre, nel corso del quale fu pure elettrificato il concerto delle campane e l'orologio (cui vennero anche sostituiti numeri e lancette); inoltre si provvide a eseguire un intervento di manutenzione su ceppi e incastellature. L'impianto fu benedetto da Mons. Enrico Manfredini, prevosto di Varese, il 3 settembre 1967, per la festa della Madonna del Rosario.

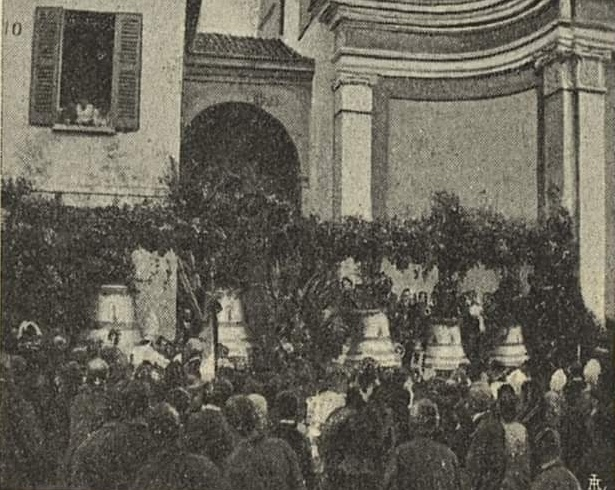
La cerimonia di benedizione delle nuove campane sul sagrato della chiesa (8 ottobre 1903)

Il concerto di cinque campane bronzee in Re maggiore a battaglio cadente risale ai primi del novecento; finanziato con una colletta dai sacerdoti originari di Brinzio, fu realizzato dalla fonderia Giorgio Pruneri di Grosio (Valtellina) e inaugurato l'8 ottobre del 1903 dal vescovo di Como Mons. Teodoro Valfrè di Bonzo. Ciascuna campana ha un'intitolazione ed una finalità specifica:
- La quinta campana (RE), detta “Il Campanone”, del diametro di 1,33 m è posta ad ovest: fu donata dal circolo locale, il Club Brinziese (Ur Grüpp). È dedicata al Cristo Crocifisso. Suona per l'Ave Maria, tre volte al giorno, e per la benedizione eucaristica; suona inoltre per annunciare la morte di un socio del Circolo, subito dopo la sequenza funebre eseguita dalla seconda campana e dopo l'ultimo rintocco del concerto funebre. Insieme alla prima campana poteva essere suonata "a martello" per annunciare un pericolo. Fu rifusa nel 1907 sempre da Pruneri.
- La quarta campana (MI), del diametro di 1,18 m è posta ad est: dedicata alla Madonna del Rosario, fu acquistata con una colletta sostenuta dal parroco e dalla comunità; è anche chiamata campana dul dutùr, poiché il medico di base la suonava per segnalare la sua presenza nell'ambulatorio comunale. Nel 1967 fu rifusa dalla ditta Roberto Mazzola di Valduggia a causa di una crepa. Un frammento della campana originaria è stato conservato, murato accanto all'ingresso esterno della grotta di Lourdes.
- La terza campana (FA♯), del diametro di 1,05 m, è posta a nord: dedicata ai Santi Pietro e Paolo, fu donata dai sacerdoti originari di Brinzio. Suona ogni venerdì alle ore 15:00 per ricordare il sacrificio di Cristo sulla croce; suona altresì per il segno del Santo Rosario (a scopo di benedizione) e per annunciare la scomparsa di un'appartenente alle consorelle del Santissimo Sacramento (gruppo di donne laiche attive nella vita parrocchiale), subito dopo la sequenza funebre eseguita dalla seconda campana e dopo l'ultimo rintocco del concerto funebre. In origine al sabato pomeriggio veniva pure suonata per richiamare i bambini al catechismo.
- La seconda campana (SOL), del diametro di 97 cm, è posta a sud: dedicata a san Giuseppe, fu donata dalla fabbriceria della chiesa. Suona le tre sequenze che annunciano un decesso ed è quindi nota come "campana da morto".
- La prima campana (LA), del diametro di 86 cm, è posta a sud, accanto alla quarta: è dedicata a Sant'Antonio e Sant'Anna e fu donata dalle confraternite locali. Suona per annunciare le confessioni; in origine serviva anche da segnale di inizio delle lezioni a scuola. Insieme alla quinta campana poteva essere suonata "a martello" per annunciare un pericolo.

Nell’ottobre 1999 un cedimento strutturale dentro la cupola lesionò il sostegno della croce sommitale, che si piegò su un lato; per evitarne la caduta, i vigili del fuoco di Varese procedettero urgentemente alla rimozione con l'ausilio di un'autoscala; qualche mese più tardi la croce fu riposizionata con una nuova banderuola e una più solida struttura portante.
Nell'anno 2002 venne effettuato un restauro conservativo generale dell'edificio. Le pareti esterne furono pulite e ridipinte, venne rifatta la copertura della cupola in rame, fu restaurato il globo dorato del pinnacolo e vennero sostituiti i quadranti e le lancette dell'orologio: sulla facciata nord (che fino agli anni 1950 era l'unica dotata di orologio) il quadrante venne ridisegnato in maniera del tutto fedele all'aspetto che aveva nel 1903, riportando alla luce le originali dodici ore (dipinte in numeri romani neri) e anche le ore pomeridiane, disegnate in cifre arabe rosse all'interno delle suddette ore romane. Sugli altri quadranti si scelse invece di disegnare unicamente le dodici ore romane; venne poi recuperata la forma delle lancette originarie, che erano state conservate in municipio.
Il repentino degrado delle parti murarie rese tuttavia necessario (in concomitanza con i già citati lavori sulla chiesa) un ulteriore intervento di restauro della torre campanaria tra il 2016 e il 2017, il quale (a differenza del precedente) non ha interessato la cupola. Nella circostanza si provvide anche a uniformare l'aspetto dei quadranti dell'orologio, dipingendo le ore pomeridiane oltre a quelle mattutine anche sulle facciate sud, ovest ed est.

### Grotta di Lourdes
La cosiddetta "grotta" della Madonna di Lourdes è la cappella feriale della chiesa, destinata alle celebrazioni "minori", quale ad esempio la messa infrasettimanale. Vi si accede sia dalla chiesa (tramite una porta posta a sinistra dell'altare maggiore) che dalla piazza (l'ingresso sta in un portico a sinistra del portale della chiesa). Si tratta di una piccola cappella ornata da un altare modellato a somiglianza della grotta di Massabielle e intitolato alla Beata Vergine di Lourdes (la statua della Vergine fu donata da Enrico Ranchet, industriale proprietario della filanda che sorgeva nel paese). Venne costruita negli anni venti su idea del parroco pro tempore don Marcello Menotti e progetto del geometra Santo Nicolini; la sua inaugurazione avvenne il giorno 8 dicembre 1928, solennità dell'Immacolata Concezione.
La cappella sorge sul sito della primitiva chiesa del paese, eretta nel XII secolo e abbattuta nel 1700.
Tra il 2010 e il 2012 la cappella è stata oggetto di un intervento di restauro conservativo, nel corso del quale si è provveduto a pulire e ridipingere le pareti, sostituire l'altare e tabernacolo preconciliari con una mensa più consona alla liturgia moderna (come basamento è stato impiegato un pezzo del tronco di un albero di noce monumentale esistito presso il paese fino al 1887), rifare il pavimento e l'impianto di illuminazione. Gli scavi condotti nel corso del cantiere hanno portato alla luce alcune tombe e porzioni delle mura - con tracce di affreschi - e delle fondamenta dell'antica chiesa summenzionata, che sono state parzialmente rese visibili al pubblico mediante la posa di lastre di vetro in luogo delle mattonelle di cotto. I restauri si sono conclusi l'8 febbraio 2012 con la riconsacrazione della cappella, officiata dal vescovo di Como mons. Diego Coletti.

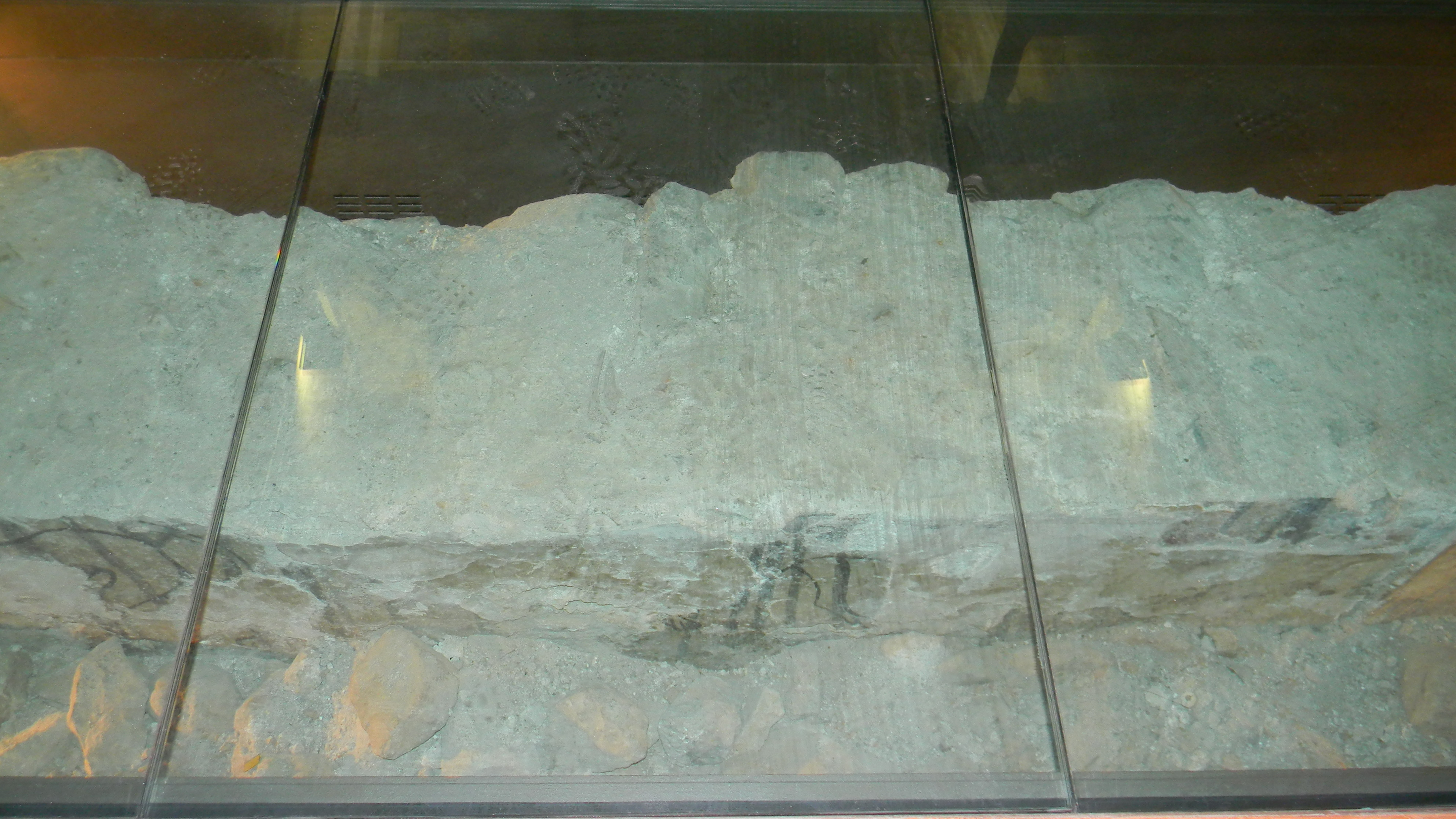
Porzione di muro dell'antica chiesa, riemersa durante i restauri nel 2010. Si notano alcune tracce di affreschi.
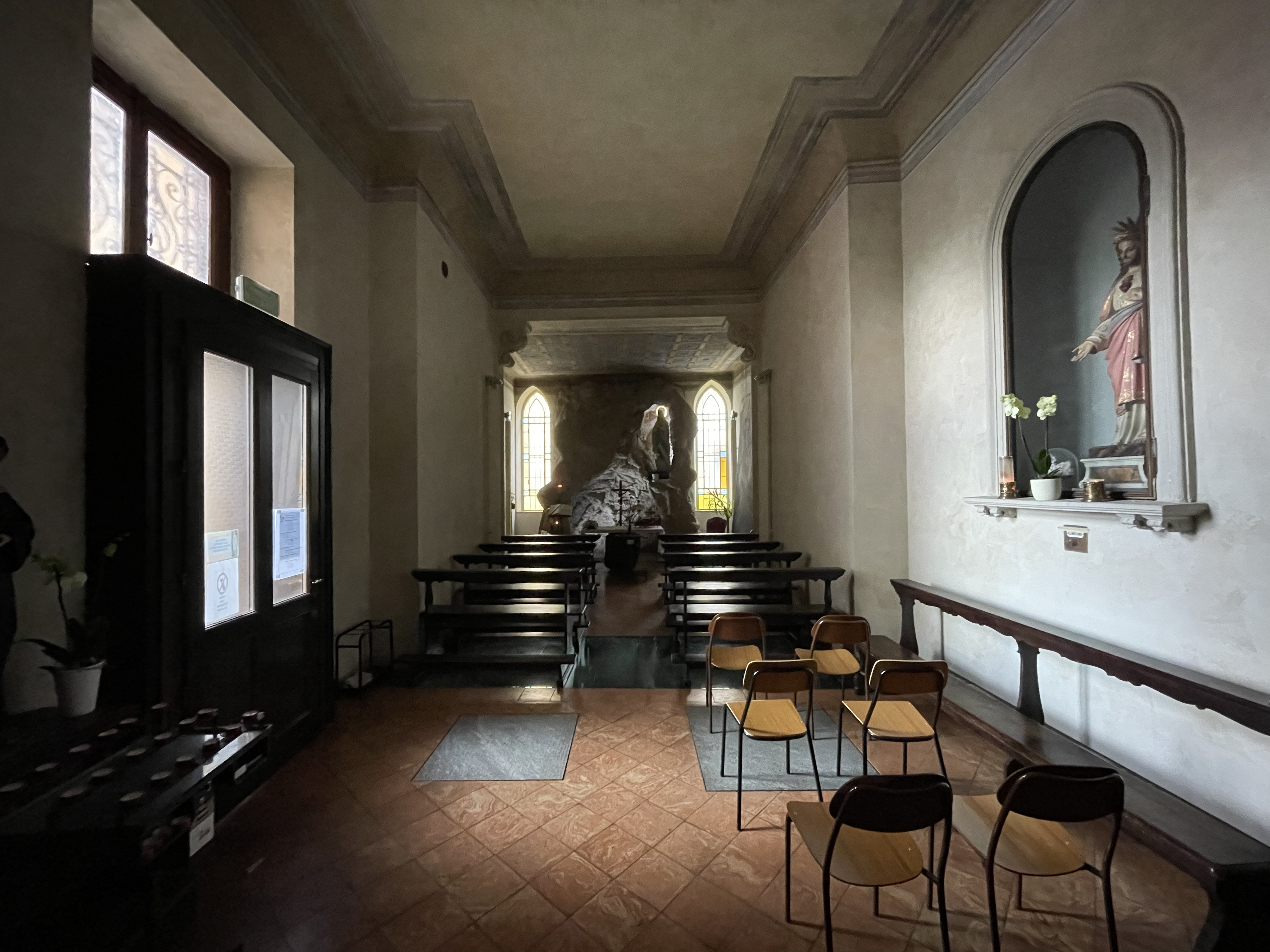
Interno della Grotta di Lourdes nel 2023.

### Il monastero femminile

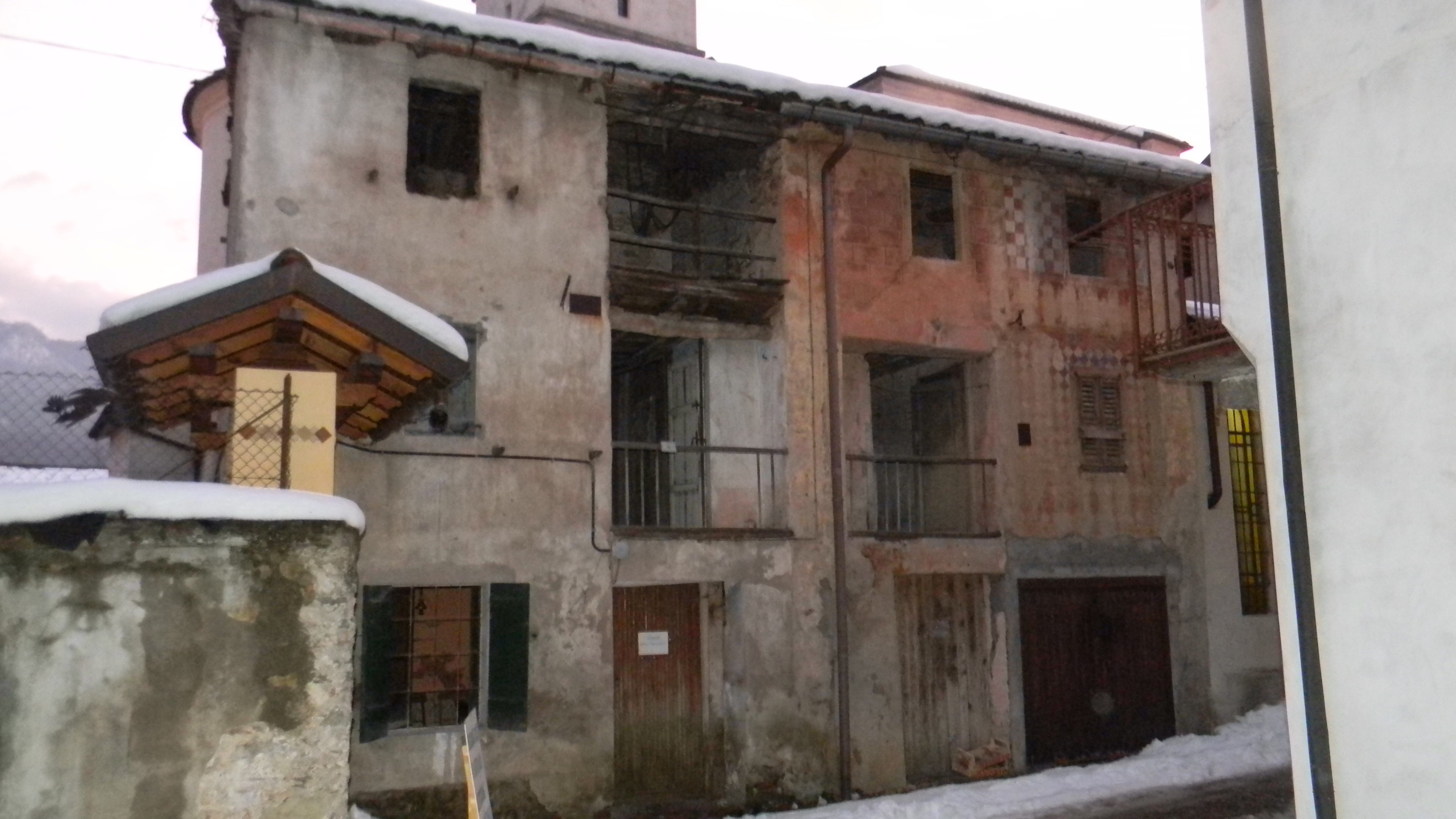
Le case ove risiedettero le monache.

La prima attestazione della presenza di un monastero di clausura in paese risale al 1492 e consiste in un testamento il cui beneficiario unico era una comunità di monache residenti a Brinzio.
Seconda e più significativa menzione è quella sita in un contratto rogato il 23 agosto 1493 tra il sacerdote incaricato pro tempore della cura d'anime nel paese, don Andrea Cavona, e il Console et huomini de la Comunità di Brincio, al fine di appianare le divergenze sull'amministrazione dei beni della chiesa. In virtù di tale accordo, l'edificio ecclesiastico plebano e le relative proprietà mobili e immobili venivano rimesse alla titolarità delle Eremitane, le quali dal canto loro si sarebbero impegnate a provvedere al mantenimento dello stesso don Cavona (e dei preti che gli sarebbero succeduti) al fine di consentire la celebrazione settimanale in situ di almeno tre messe (delle quali almeno una festiva). Una clausola conclusiva di tale patto postillava che, qualora per tre anni le religiose fossero venute meno alle loro obbligazioni, i beni legati alla chiesa sarebbero tornati nelle mani dei brinziesi, dando loro implicita licenza di eleggersi il proprio prete e farne prendere atto al vescovo di Como, il quale avrebbe concesso al paese lo status di viceparrocchia. Da questo documento trarrà poi fondamento giuridico il diritto al giuspatronato sulla nomina dell'amministratore plebano, che Brinzio eserciterà (in varie modalità) fino al 1943.
In un documento, risalente presumibilmente al 1496, sono riportati addirittura i nomi delle donne che scelsero di fondare la comunità e la regola che si diedero. In questo documento, scritto in un latino sufficientemente scorrevole, si legge che tre donne, Magdalena de Bossis, Margarita de Petrasanta e Catarina de Blanchis, da più di dieci anni avevano emesso i voti e si erano stabilite in alcune case contigue alla chiesa per praticare la vita religiosa. Tutte e tre si trovavano impossibilitate a entrare in una comunità preesistente, poiché troppo povere e prive di dote; da ciò derivava la loro intenzione di fondare una propria comunità. In questo documento le tre donne dichiarano di abbracciare la regola e l'ordine di Sant'Agostino e fanno richiesta di autonomia dalle diocesi di Como e Milano, chiedendo dunque di dipendere solo dalla Santa Sede. In assenza di documenti sul successivo trentennio non è dato sapere se la richiesta sia andata a buon fine.
Il monastero viene citato nuovamente in una bolla papale del 9 settembre 1519, che ne sancisce la chiusura e l'unificazione con quello del Sacro Monte di Varese, dando esecuzione alla richiesta della badessa Eufemia de Zeno de Massinago (italianizzabile in "Eufemia da Masnago"). In questa carta la comunità è definita francescana, il che fa presumere che la precedente richiesta di entrare nell'ordine agostiniano fosse caduta nel vuoto; ulteriore confusione sul punto deriva dagli appunti vergati dal vescovo Ninguarda nel 1592, nel quale le monache vengono ascritte all'ordine di San Benedetto, sotto la giurisdizione dei monaci di Sant'Ambrogio ad Nemus.
Con il trasferimento delle monache, anche tutti i loro beni, comprendenti una vasta superficie di boschi e terreni coltivabili, oltre all'edificio in cui risiedevano, in parte sopravvissuto fino alla contemporaneità, passano nel patrimonio del monastero di Santa Maria del Monte.
Il rapporto tra le religiose (che anche a trasferimento concesso continuarono a risiedere a Brinzio almeno per un altro decennio) e gli abitanti del paese, stando ai documenti disponibili, fu ambivalente: da un lato la presenza di una comunità religiosa regolare era motivo di prestigio e vanto per il villaggio nei confronti delle località limitrofe; d'altro canto le monache, in veste di proprietarie terriere e in assenza di un prevosto (Brinzio non era infatti ancora una parrocchia e gli abitanti erano troppo poveri per mantenere un sacerdote residente), erano de facto la massima autorità sacra brinziese e avevano anche un certo potere materiale sulla comunità. Le fonti riferiscono quindi di molti atti gratuiti di vandalismo perpetrati a danno dei beni delle romite, che costarono ai villici, nel 1540, una reprimenda da parte del vicario generale della diocesi di Como Georgio de Panifino. Nondimeno, venuti a conoscenza dell'intenzione della comunità di lasciare Brinzio, gli abitanti ne furono a tal punto indispettiti che alcuni di essi penetrarono nel monastero e malmenarono le sorelle.
Nel 1540 le cronache indicano come completata la riallocazione delle monache al Sacro Monte di Varese e a Torno. I beni e i terreni di loro proprietà nel territorio brinziese rimasero sotto l'amministrazione del monastero varesino fino all'avvento della Repubblica Cisalpina, il cui governo li confiscò e li rivendette all'asta. Gli edifici occupati dalle monache (noti localmente come case colorate) furono a loro volta venduti all'incanto a privati, per poi essere riacquistati dalla chiesa di Brinzio negli anni 1990, rimanendo tuttavia in stato di abbandono.